# Rufino Jiao Santos

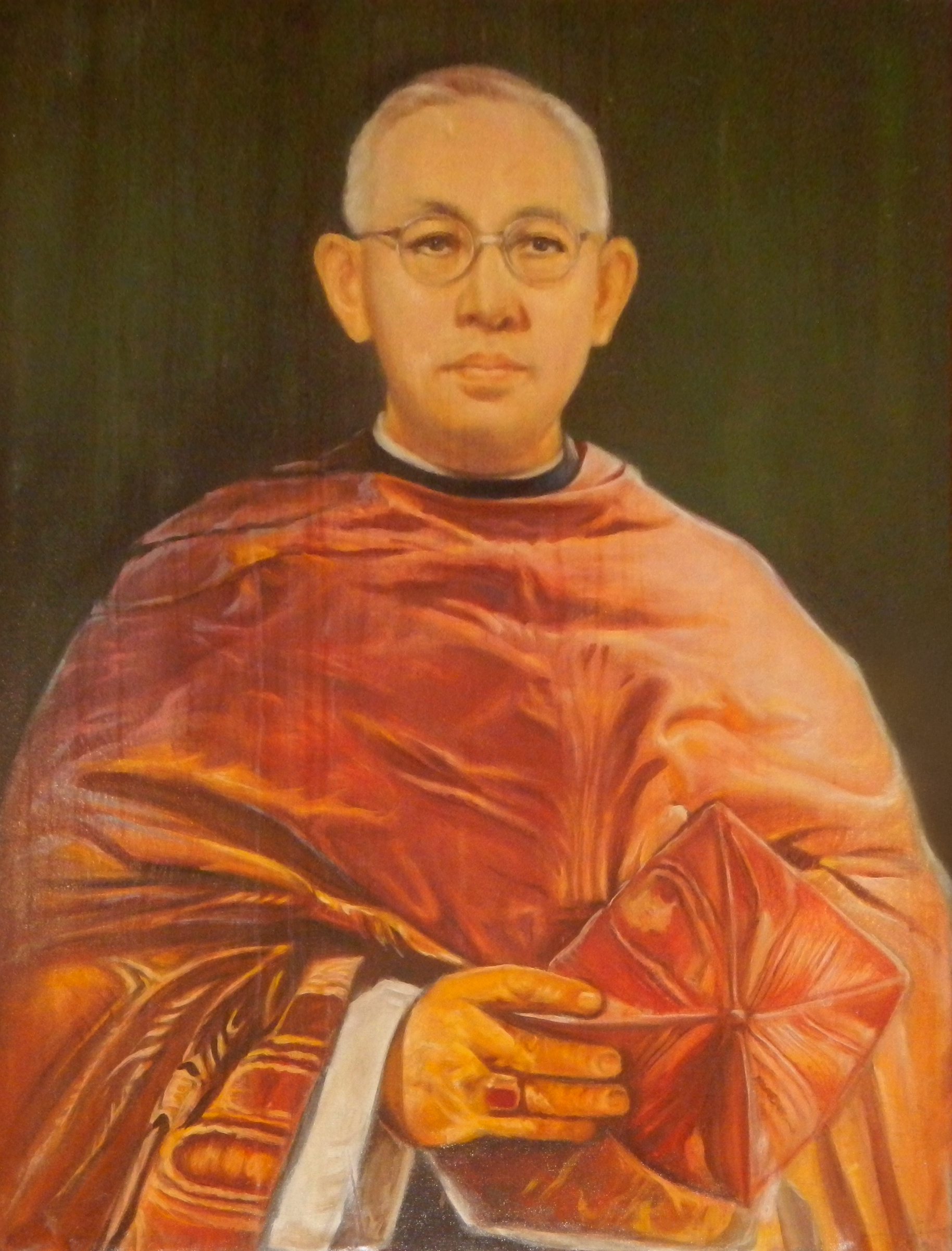
Rufino Kardinal Santos

Kardinalswappen von Rufino Jiao Santos

Rufino Jiao Kardinal Santos (* 6. August 1908 in Guagua; † 3. September 1973 in Manila) war ein philippinischer Geistlicher der römisch-katholischen Kirche und Erzbischof von Manila.

## Leben
Rufino Jiao Santos studierte zunächst in Manila, später dann in Rom die Fächer Philosophie und Katholische Theologie. Er promovierte zum Doktor des Kirchenrechts und der Theologie. 1931 empfing er das Sakrament der Priesterweihe und wurde anschließend als Seelsorger im Erzbistum Manila eingesetzt. Von 1934 bis 1938 nahm er Leitungsaufgaben auf Diözesanebene wahr. Während des Zweiten Weltkriegs verbrachte er ein Jahr in Kriegsgefangenschaft und wurde erst wenige Stunden vor seiner geplanten Hinrichtung von amerikanischen Truppen befreit. Von 1945 bis 1947 leitete er als Generalvikar die Verwaltung des Erzbistums Manila. 
1947 ernannte ihn Papst Pius XII. zum Titularbischof von Barca und zum  Weihbischof in Manila. 1949 wurde er Apostolischer Administrator des Bistums Lipa und 1950 zum Apostolischen Administrator des Bistums Infanta. 1951 übernahm Rufino Jiao Santos zusätzlich die Aufgabe des Militärbischofs der Philippinen. 1953 wurde er Erzbischof von Manila. Papst Johannes XXIII. nahm ihn am 28. März 1960 als Kardinalpriester mit der Titelkirche Santa Maria ai Monti in das Kardinalskollegium auf. Rufino Jiao Santos nahm an mehreren Sitzungen des Zweiten Vatikanischen Konzils teil und galt als Mitglied des Coetus Internationalis Patrum. Er starb am 3. September 1973 in Manila und wurde in der dortigen Kathedrale beigesetzt.